# Акатновка
Ака́тновка — хутор в Каменском районе Ростовской области.
Входит в состав Малокаменского сельского поселения.

## Население
| 2010 |
| ---- |
| 71   |

## Улицы
На хуторе имеется одна улица: Скалистая.